# Glykogenolyse
Glykogenolyse er nedbrydning af glykogen (n) til glukose-6-fosfat og glukose (n-1) fra glykogenreserver i lever og muskler. Nedbrydningen sker først og fremmest ved spaltningen af alfa-1,4.glycosidbindinger mellem glukoseenhederne i glykogenmolekylet. Denne spaltning varetages af enzymet glykogen phosphorylase. Spaltningen af alfa-1,6-glykosidbindinger varetages af et afgreningsenzym.
Reaktionen foregår som følger:
Glykogen → Glukose-1-phosphat → Glukose-6-phosphat → Glukose
Denne reaktion forløber i 92% af tilfældene. I 8% af tilfældene dannes glukose direkte fra glykogenmolekylet af enzymet alfa-1,6-glucosidase, da glukosemolekylet i denne sammenhæng er bundet til glykogen-"backbone" med en alfa-1,6-glycosidbinding ved et forgreningspunkt. For nærmere forklaring henvises til den engelske side for glycogenolyse.
| Kemi | Spire Denne artikel om kemi er en spire som bør udbygges. Du er velkommen til at hjælpe Wikipedia ved at udvide den. |